# Gerhard Mock
Gerhard Mock (* 24. November 1953 in Sankt Veit an der Glan) ist ein österreichischer Politiker (SPÖ). Mock war von 1989 bis 2020 Bürgermeister von Sankt Veit an der Glan und von 2004 bis 2008 Abgeordneter zum Kärntner Landtag.

## Leben
Mock erlernte bei der Firma Funder den Beruf des Betriebsschlossers und war danach bei den Österreichischen Bundesbahnen beschäftigt. Er ist verheiratet und Vater einer Tochter.
Mock ist seit den 1970er Jahren politisch aktiv und war Obmann der Jungen Generation. 1979 wurde er in den Gemeinderat von St. Veit gewählt, 1985 übernahm er die Funktion eines Stadtrates, bevor er 1989 Bürgermeister wurde. Bei der Gemeinderatswahl 2003 erzielte er in der Bürgermeisterdirektwahl 76 Prozent der Stimmen.
2004 zog Mock in den Landtag ein. Mock war ein oftmaliger Kritiker der jeweiligen Parteichefs und kandidierte 2005 um die Funktion des Kärntner SPÖ-Parteiobmanns. Er unterlag jedoch Gabriele Schaunig-Kandut. Er selbst wurde mehrmals wegen einer Nähe zum BZÖ und Jörg Haider kritisiert und soll unter anderem deswegen bei der Wahl gegen Schaunig gescheitert sein. Mock schied am 24. April 2008 auf eigenen Wunsch wieder aus dem Landtag aus und wurde durch Klaus Köchl ersetzt. Köchl hatte Mock bereits im Mai 2007 als SPÖ-Bezirksparteiobmann abgelöst, nachdem dieser sich aus Zeitmangel von der Funktion getrennt hatte.
Bei der Gemeinderatswahl 2015 wurde Gerhard Mock in der Bürgermeisterdirektwahl für weitere 6 Jahre als Bürgermeister der Stadt St. Veit bestätigt. Er kündigte seinen Rückzug vom Amt für Ende März 2020 an, verschob diesen jedoch im Zuge der Corona-Krise um 2 Wochen auf "nach Ostern", also etwa 14. April 2020, und kündigte an in Pension zu gehen. Im April 2020 folgte ihm Martin Kulmer als Bürgermeister nach.

## Auszeichnungen
- 2009: Großes Ehrenzeichen des Landes Kärnten[9]
- 2020: Großes Goldenes Ehrenzeichen des Landes Kärnten[8]